# Tonight (album Davida Bowiego)
Tonight – szesnasty album studyjny brytyjskiego muzyka rockowego Davida Bowiego, wydany 1 września 1984 nakładem wytwórni EMI.  

## Lista utworów
1. „Loving the Alien”
2. „Don't Look Down”
3. „God Only Knows”
4. „Tonight”
5. „Neighborhood Threat”
6. „Blue Jean”
7. „Tumble and Twirl”
8. „I Keep Forgettin'”
9. „Dancing with the Big Boys”